# Annie Lennox/Auszeichnungen für Musikverkäufe

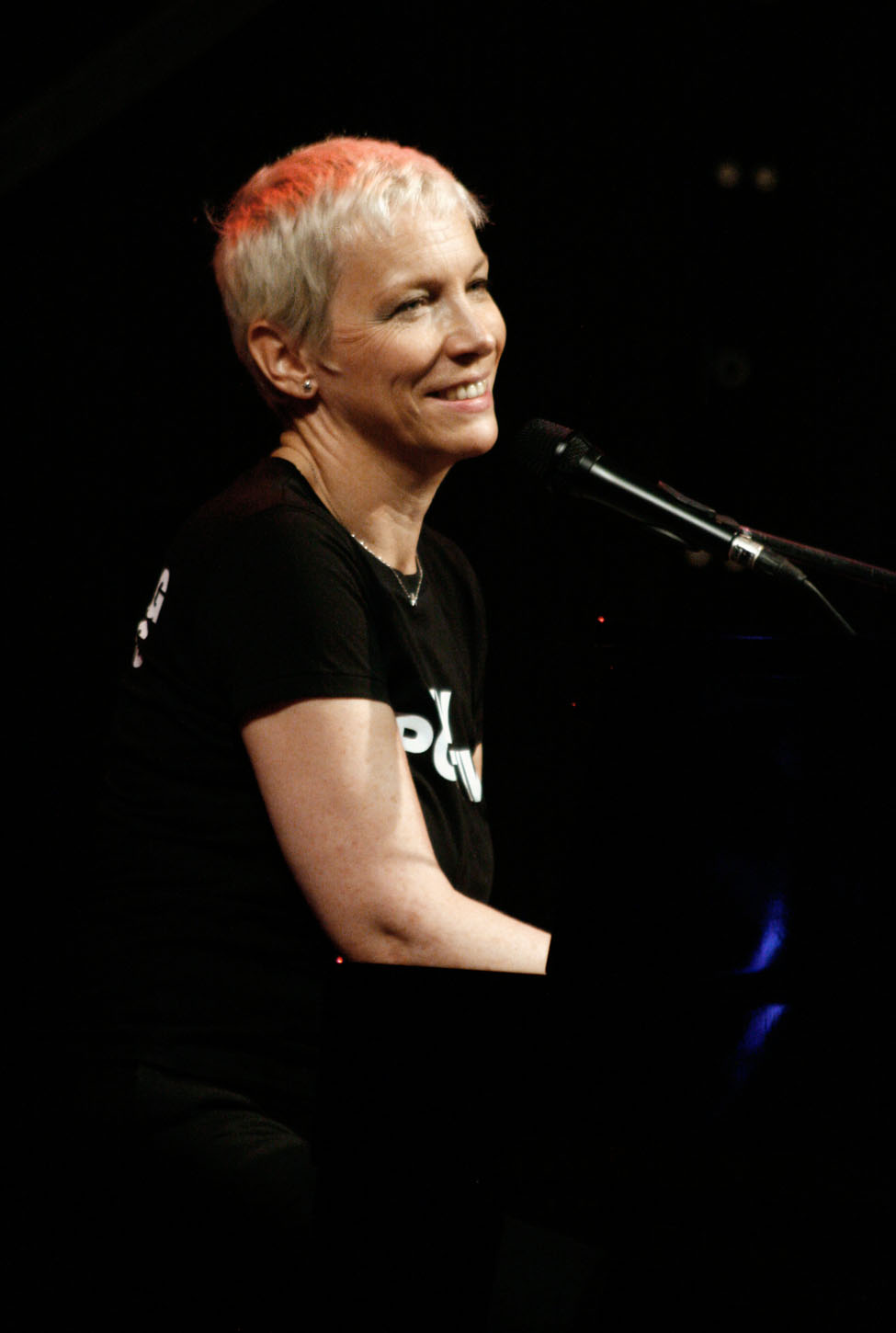
Annie Lennox (2010)

Dies ist eine Übersicht über die Auszeichnungen für Musikverkäufe der britischen Sängerin Annie Lennox. Die Auszeichnungen finden sich nach ihrer Art (Gold, Platin usw.), nach Staaten getrennt in chronologischer Reihenfolge, geordnet sowie nach den Tonträgern selbst, ebenfalls in chronologischer Reihenfolge, getrennt nach Medium (Alben, Singles usw.), wieder.

## Auszeichnungen
| - Vereinigtes Königreich - 1983: für die Autorenbeteiligung und Produktion Who’s That Girl? (Eurythmics) - 1984: für die Autorenbeteiligung und Produktion Here Comes the Rain Again (Eurythmics) - 1984: für die Autorenbeteiligung und Produktion Sexcrime (Nineteen Eighty-Four) (Eurythmics) - 1993: für die Single Little Bird / Love Song for a Vampire - 1997: für die Autorenbeteiligung Step by Step (Whitney Houston) - 2013: für das Album Songs of Mass Destruction - 2021: für die Autorenbeteiligung und Produktion There Must Be an Angel (Playing with My Heart) (Eurythmics) - 2021: für die Autorenbeteiligung Sweet Dreams (Marilyn Manson) - 2022: für die Single I Put a Spell on You - 2023: für die Single Why - 2024: für die Autorenbeteiligung und Produktion Thorn in My Side (Eurythmics) - Argentinien - 1995: für das Album Medusa - Australien - 1985: für die Autorenbeteiligung und Produktion Would I Lie to You? (Eurythmics) - 1997: für die Autorenbeteiligung Step by Step (Whitney Houston) - Deutschland - 1992: für das Album Diva - 1995: für das Album Medusa - 1997: für die Autorenbeteiligung Step by Step (Whitney Houston) - 2001: für die Autorenbeteiligung There Must Be an Angel (No Angels) - Frankreich - 1983: für die Autorenbeteiligung und Produktion Sweet Dreams (Are Made of This) (Eurythmics) - 1995: für das Album Medusa - Irland - 2009: für das Album The Annie Lennox Collection - Italien - 1995: für das Album Medusa - 2012: für die Autorenbeteiligung Rock the Boat (Bob Sinclar feat. Dragonfly, Fatman Scoop & Pitbull) - Kanada - 1983: für die Autorenbeteiligung und Produktion Sweet Dreams (Are Made of This) (Eurythmics) - 1984: für die Autorenbeteiligung und Produktion Here Comes the Rain Again (Eurythmics) - 1985: für die Autorenbeteiligung und Produktion Would I Lie to You? (Eurythmics) - 1985: für die Autorenbeteiligung und Produktion There Must Be an Angel (Playing with My Heart) (Eurythmics) - 2004: für das Album Bare - Neuseeland - 2009: für das Album The Annie Lennox Collection - Niederlande - 1992: für das Album Diva - Norwegen - 1995: für das Album Medusa - 1996: für das Album Diva - Österreich - 1993: für das Album Diva - 1995: für das Album Medusa - Polen - 1996: für das Album Medusa - Schweden - 1995: für das Album Medusa - Schweiz - 1992: für das Album Diva - 1995: für das Album Medusa - 2001: für die Autorenbeteiligung There Must Be an Angel (No Angels) - Spanien - 1992: für das Album Diva - 1995: für das Album Medusa - Tschechien - 1992: für das Album Diva - 1995: für das Album Medusa - Vereinigte Staaten - 1983: für die Autorenbeteiligung und Produktion Sweet Dreams (Are Made of This) (Eurythmics) - 1997: für die Autorenbeteiligung Sreet Dreams (Nas) - 1997: für die Autorenbeteiligung Step by Step (Whitney Houston) - 2003: für das Album Bare - Vereinigtes Königreich - 1985: für die Autorenbeteiligung und Produktion There Must Be an Angel (Playing with My Heart) (Eurythmics) - 2003: für das Album Bare - 2011: für das Album A Christmas Cornucopia - 2015: für das Album Nostalgia - 2022: für die Single No More „I Love You’s“ | - Australien - 1992: für das Album Diva - 1995: für das Album Medusa - Brasilien - 2023: für die Single I Put a Spell on You - Dänemark - 2021: für das Album Diva - Italien - 2016: für das Album The Annie Lennox Collection - Schweden - 1992: für das Album Diva - Vereinigtes Königreich - 2013: für das Album The Annie Lennox Collection - 2024: für die Single Walking on Broken Glass | - Deutschland - 2025: für die Autorenbeteiligung und Produktion Sweet Dreams (Are Made of This) (Eurythmics) - Dänemark - 2024: für die Autorenbeteiligung und Produktion Sweet Dreams (Are Made of This) (Eurythmics) - Europa - 1998: für das Album Medusa - Irland - 1992: für das Album Diva - 1995: für das Album Medusa - Italien - 1992: für das Album Diva - 2023: für die Autorenbeteiligung und Produktion Sweet Dreams (Are Made of This) (Eurythmics) - Kanada - 1993: für das Album Diva - 1995: für das Album Medusa - Neuseeland - 1995: für das Album Medusa - Spanien - 2024: für die Autorenbeteiligung und Produktion Sweet Dreams (Are Made of This) (Eurythmics) - Vereinigte Staaten - 1996: für das Album Diva - 1998: für das Album Medusa - Neuseeland - 1993: für das Album Diva - Vereinigtes Königreich - 1995: für das Album Medusa - 2024: für die Autorenbeteiligung und Produktion Sweet Dreams (Are Made of This) (Eurythmics) - Neuseeland - 2024: für die Autorenbeteiligung und Produktion Sweet Dreams (Are Made of This) (Eurythmics) - Vereinigtes Königreich - 1995: für das Album Diva |

## Auszeichnungen nach Alben

### Diva
| Land/Region                  | Auszeichnungen für Musikverkäufe (Land/Region, Auszeichnung, Verkäufe) | Verkäufe  |
| ---------------------------- | ---------------------------------------------------------------------- | --------- |
| Australien (ARIA)            | Platin                                                                 | 70.000    |
| Dänemark (IFPI)              | Platin                                                                 | 20.000    |
| Deutschland (BVMI)           | Gold                                                                   | 250.000   |
| Irland (IRMA)                | 2× Platin                                                              | 30.000    |
| Italien (FIMI)               | 2× Platin                                                              | 200.000   |
| Kanada (MC)                  | 2× Platin                                                              | 200.000   |
| Neuseeland (RMNZ)            | 3× Platin                                                              | 45.000    |
| Niederlande (NVPI)           | Gold                                                                   | 50.000    |
| Norwegen (IFPI)              | Gold                                                                   | 25.000    |
| Österreich (IFPI)            | Gold                                                                   | 25.000    |
| Schweden (IFPI)              | Platin                                                                 | 100.000   |
| Schweiz (IFPI)               | Gold                                                                   | 25.000    |
| Spanien (Promusicae)         | Gold                                                                   | 50.000    |
| Tschechien (IFPI)            | Gold                                                                   | 25.000    |
| Vereinigte Staaten (RIAA)    | 2× Platin                                                              | 2.700.000 |
| Vereinigtes Königreich (BPI) | 4× Platin                                                              | 1.200.000 |
| Insgesamt                    | 7× Gold · 18× Platin ·                                                 | 5.015.000 |

### Medusa
| Land/Region                  | Auszeichnungen für Musikverkäufe (Land/Region, Auszeichnung, Verkäufe) | Verkäufe  |
| ---------------------------- | ---------------------------------------------------------------------- | --------- |
| Argentinien (CAPIF)          | Gold                                                                   | 30.000    |
| Australien (ARIA)            | Platin                                                                 | 70.000    |
| Deutschland (BVMI)           | Gold                                                                   | (250.000) |
| Europa (IFPI)                | 2× Platin                                                              | 2.000.000 |
| Irland (IRMA)                | 2× Platin                                                              | (30.000)  |
| Italien (FIMI)               | Gold                                                                   | (50.000)  |
| Kanada (MC)                  | 2× Platin                                                              | 200.000   |
| Neuseeland (RMNZ)            | 2× Platin                                                              | 30.000    |
| Norwegen (IFPI)              | Gold                                                                   | (25.000)  |
| Österreich (IFPI)            | Gold                                                                   | (25.000)  |
| Polen (ZPAV)                 | Gold                                                                   | (50.000)  |
| Schweden (IFPI)              | Gold                                                                   | (50.000)  |
| Schweiz (IFPI)               | Gold                                                                   | (25.000)  |
| Spanien (Promusicae)         | Gold                                                                   | (50.000)  |
| Tschechien (IFPI)            | Gold                                                                   | (25.000)  |
| Vereinigte Staaten (RIAA)    | 2× Platin                                                              | 2.000.000 |
| Vereinigtes Königreich (BPI) | 3× Platin                                                              | (900.000) |
| Insgesamt                    | 11× Gold · 14× Platin ·                                                | 4.340.000 |

### Bare
| Land/Region                  | Auszeichnungen für Musikverkäufe (Land/Region, Auszeichnung, Verkäufe) | Verkäufe |
| ---------------------------- | ---------------------------------------------------------------------- | -------- |
| Kanada (MC)                  | Gold                                                                   | 50.000   |
| Vereinigte Staaten (RIAA)    | Gold                                                                   | 826.000  |
| Vereinigtes Königreich (BPI) | Gold                                                                   | 100.000  |
| Insgesamt                    | 3× Gold ·                                                              | 976.000  |

### Songs of Mass Destruction
| Land/Region                  | Auszeichnungen für Musikverkäufe (Land/Region, Auszeichnung, Verkäufe) | Verkäufe |
| ---------------------------- | ---------------------------------------------------------------------- | -------- |
| Vereinigte Staaten (RIAA)    | —                                                                      | 275.000  |
| Vereinigtes Königreich (BPI) | Silber                                                                 | 71.000   |
| Insgesamt                    | 1× Silber ·                                                            | 346.000  |

### The Annie Lennox Collection
| Land/Region                  | Auszeichnungen für Musikverkäufe (Land/Region, Auszeichnung, Verkäufe) | Verkäufe |
| ---------------------------- | ---------------------------------------------------------------------- | -------- |
| Irland (IRMA)                | Gold                                                                   | 7.500    |
| Italien (FIMI)               | Platin                                                                 | 50.000   |
| Neuseeland (RMNZ)            | Gold                                                                   | 7.500    |
| Vereinigtes Königreich (BPI) | Platin                                                                 | 325.000  |
| Insgesamt                    | 2× Gold · 2× Platin ·                                                  | 390.000  |

### A Christmas Cornucopia
| Land/Region                  | Auszeichnungen für Musikverkäufe (Land/Region, Auszeichnung, Verkäufe) | Verkäufe |
| ---------------------------- | ---------------------------------------------------------------------- | -------- |
| Vereinigte Staaten (RIAA)    | —                                                                      | 178.000  |
| Vereinigtes Königreich (BPI) | Gold                                                                   | 100.000  |
| Insgesamt                    | 1× Gold ·                                                              | 278.000  |

### Nostalgia
| Land/Region                  | Auszeichnungen für Musikverkäufe (Land/Region, Auszeichnung, Verkäufe) | Verkäufe |
| ---------------------------- | ---------------------------------------------------------------------- | -------- |
| Vereinigte Staaten (RIAA)    | —                                                                      | 139.000  |
| Vereinigtes Königreich (BPI) | Gold                                                                   | 100.000  |
| Insgesamt                    | 1× Gold ·                                                              | 239.000  |

## Auszeichnungen nach Singles

### Why
| Land/Region                  | Auszeichnungen für Musikverkäufe (Land/Region, Auszeichnung, Verkäufe) | Verkäufe |
| ---------------------------- | ---------------------------------------------------------------------- | -------- |
| Vereinigtes Königreich (BPI) | Silber                                                                 | 200.000  |
| Insgesamt                    | 1× Silber ·                                                            | 200.000  |

### Walking on Broken Glass
| Land/Region                  | Auszeichnungen für Musikverkäufe (Land/Region, Auszeichnung, Verkäufe) | Verkäufe |
| ---------------------------- | ---------------------------------------------------------------------- | -------- |
| Vereinigtes Königreich (BPI) | Platin                                                                 | 600.000  |
| Insgesamt                    | 1× Platin ·                                                            | 600.000  |

### Little Bird / Love Song for a Vampire
| Land/Region                  | Auszeichnungen für Musikverkäufe (Land/Region, Auszeichnung, Verkäufe) | Verkäufe |
| ---------------------------- | ---------------------------------------------------------------------- | -------- |
| Vereinigtes Königreich (BPI) | Silber                                                                 | 200.000  |
| Insgesamt                    | 1× Silber ·                                                            | 200.000  |

### No More „I Love You’s“
| Land/Region                  | Auszeichnungen für Musikverkäufe (Land/Region, Auszeichnung, Verkäufe) | Verkäufe |
| ---------------------------- | ---------------------------------------------------------------------- | -------- |
| Vereinigtes Königreich (BPI) | Gold                                                                   | 400.000  |
| Insgesamt                    | 1× Gold ·                                                              | 400.000  |

### I Put a Spell on You
| Land/Region                  | Auszeichnungen für Musikverkäufe (Land/Region, Auszeichnung, Verkäufe) | Verkäufe |
| ---------------------------- | ---------------------------------------------------------------------- | -------- |
| Brasilien (PMB)              | Platin                                                                 | 60.000   |
| Vereinigtes Königreich (BPI) | Silber                                                                 | 200.000  |
| Insgesamt                    | 1× Silber · 1× Platin ·                                                | 260.000  |

## Auszeichnungen nach Autorenbeteiligungen und Produktionen

### Sweet Dreams (Are Made of This)(Eurythmics)
| Land/Region                  | Auszeichnungen für Musikverkäufe (Land/Region, Auszeichnung, Verkäufe) | Verkäufe  |
| ---------------------------- | ---------------------------------------------------------------------- | --------- |
| Dänemark (IFPI)              | 2× Platin                                                              | 180.000   |
| Deutschland (BVMI)           | 3× Gold                                                                | 900.000   |
| Frankreich (SNEP)            | Gold                                                                   | 250.000   |
| Italien (FIMI)               | 2× Platin                                                              | 200.000   |
| Kanada (MC)                  | Gold                                                                   | 50.000    |
| Neuseeland (RMNZ)            | 4× Platin                                                              | 120.000   |
| Spanien (Promusicae)         | 2× Platin                                                              | 120.000   |
| Vereinigte Staaten (RIAA)    | Gold                                                                   | 1.000.000 |
| Vereinigtes Königreich (BPI) | 3× Platin                                                              | 1.800.000 |
| Insgesamt                    | 4× Gold · 10× Platin ·                                                 | 4.110.000 |

### Who’s That Girl?(Eurythmics)
| Land/Region                  | Auszeichnungen für Musikverkäufe (Land/Region, Auszeichnung, Verkäufe) | Verkäufe |
| ---------------------------- | ---------------------------------------------------------------------- | -------- |
| Vereinigtes Königreich (BPI) | Silber                                                                 | 250.000  |
| Insgesamt                    | 1× Silber ·                                                            | 250.000  |

### Here Comes the Rain Again(Eurythmics)
| Land/Region                  | Auszeichnungen für Musikverkäufe (Land/Region, Auszeichnung, Verkäufe) | Verkäufe |
| ---------------------------- | ---------------------------------------------------------------------- | -------- |
| Kanada (MC)                  | Gold                                                                   | 50.000   |
| Vereinigtes Königreich (BPI) | Silber                                                                 | 250.000  |
| Insgesamt                    | 1× Silber · 1× Gold ·                                                  | 300.000  |

### Sexcrime (Nineteen Eighty-Four)(Eurythmics)
| Land/Region                  | Auszeichnungen für Musikverkäufe (Land/Region, Auszeichnung, Verkäufe) | Verkäufe |
| ---------------------------- | ---------------------------------------------------------------------- | -------- |
| Vereinigtes Königreich (BPI) | Silber                                                                 | 250.000  |
| Insgesamt                    | 1× Silber ·                                                            | 250.000  |

### Would I Lie to You? (Eurythmics)
| Land/Region       | Auszeichnungen für Musikverkäufe (Land/Region, Auszeichnung, Verkäufe) | Verkäufe |
| ----------------- | ---------------------------------------------------------------------- | -------- |
| Australien (ARIA) | Gold                                                                   | 35.000   |
| Kanada (MC)       | Gold                                                                   | 50.000   |
| Insgesamt         | 2× Gold ·                                                              | 85.000   |

### There Must Be an Angel (Playing with My Heart)(Eurythmics)
| Land/Region                  | Auszeichnungen für Musikverkäufe (Land/Region, Auszeichnung, Verkäufe) | Verkäufe |
| ---------------------------- | ---------------------------------------------------------------------- | -------- |
| Kanada (MC)                  | Gold                                                                   | 50.000   |
| Vereinigtes Königreich (BPI) | Gold (Physisch) · + Silber (Digital)                                   | 700.000  |
| Insgesamt                    | 1× Silber · 2× Gold ·                                                  | 750.000  |

### Thorn in My Side (Eurythmics)
| Land/Region                  | Auszeichnungen für Musikverkäufe (Land/Region, Auszeichnung, Verkäufe) | Verkäufe |
| ---------------------------- | ---------------------------------------------------------------------- | -------- |
| Vereinigtes Königreich (BPI) | Silber                                                                 | 200.000  |
| Insgesamt                    | 1× Silber ·                                                            | 200.000  |

### Sweet Dreams(Marilyn Manson)
| Land/Region                  | Auszeichnungen für Musikverkäufe (Land/Region, Auszeichnung, Verkäufe) | Verkäufe |
| ---------------------------- | ---------------------------------------------------------------------- | -------- |
| Vereinigtes Königreich (BPI) | Silber                                                                 | 200.000  |
| Insgesamt                    | 1× Silber ·                                                            | 200.000  |

### Street Dreams(Nas)
| Land/Region               | Auszeichnungen für Musikverkäufe (Land/Region, Auszeichnung, Verkäufe) | Verkäufe |
| ------------------------- | ---------------------------------------------------------------------- | -------- |
| Vereinigte Staaten (RIAA) | Gold                                                                   | 500.000  |
| Insgesamt                 | 1× Gold ·                                                              | 500.000  |

### Step by Step (Whitney Houston)
| Land/Region                  | Auszeichnungen für Musikverkäufe (Land/Region, Auszeichnung, Verkäufe) | Verkäufe |
| ---------------------------- | ---------------------------------------------------------------------- | -------- |
| Australien (ARIA)            | Gold                                                                   | 35.000   |
| Deutschland (BVMI)           | Gold                                                                   | 250.000  |
| Vereinigte Staaten (RIAA)    | Gold                                                                   | 500.000  |
| Vereinigtes Königreich (BPI) | Silber                                                                 | 200.000  |
| Insgesamt                    | 1× Silber · 3× Gold ·                                                  | 985.000  |

### There Must Be an Angel(No Angels)
| Land/Region        | Auszeichnungen für Musikverkäufe (Land/Region, Auszeichnung, Verkäufe) | Verkäufe |
| ------------------ | ---------------------------------------------------------------------- | -------- |
| Deutschland (BVMI) | Gold                                                                   | 250.000  |
| Schweiz (IFPI)     | Gold                                                                   | 20.000   |
| Insgesamt          | 2× Gold ·                                                              | 270.000  |

### Rock the Boat (Bob Sinclarfeat.Dragonfly,Fatman Scoop&Pitbull)
| Land/Region    | Auszeichnungen für Musikverkäufe (Land/Region, Auszeichnung, Verkäufe) | Verkäufe |
| -------------- | ---------------------------------------------------------------------- | -------- |
| Italien (FIMI) | Gold                                                                   | 15.000   |
| Insgesamt      | 1× Gold ·                                                              | 15.000   |

## Statistik und Quellen
| Land/RegionAuszeichnungen für Musikverkäufe (Land/Region, Auszeichnungen, Verkäufe, Quellen) | Silber       | Gold       | Platin       | Verkäufe    | Quellen                                                                     |
| -------------------------------------------------------------------------------------------- | ------------ | ---------- | ------------ | ----------- | --------------------------------------------------------------------------- |
| Argentinien (CAPIF)                                                                          | —            | Gold1      | —            | 30.000      | capif.org.ar (Memento vom 6. Juli 2011 im Internet Archive)                 |
| Australien (ARIA)                                                                            | —            | 2× Gold2   | 2× Platin2   | 210.000     | aria.com.au                                                                 |
| Brasilien (PMB)                                                                              | —            | —          | Platin1      | 60.000      | pro-musicabr.org.br                                                         |
| Dänemark (IFPI)                                                                              | —            | —          | 3× Platin3   | 200.000     | ifpi.dk                                                                     |
| Deutschland (BVMI)                                                                           | —            | 5× Gold5   | Platin1      | 1.400.000   | musikindustrie.de                                                           |
| Europa (IFPI)                                                                                | —            | —          | 2× Platin2   | (2.000.000) | ifpi.org                                                                    |
| Frankreich (SNEP)                                                                            | —            | 2× Gold2   | —            | 250.000     | snepmusique.com infodisc.fr                                                 |
| Irland (IRMA)                                                                                | —            | Gold1      | 4× Platin4   | 67.500      | irishcharts.ie                                                              |
| Italien (FIMI)                                                                               | —            | 2× Gold2   | 5× Platin5   | 515.000     | fimi.it                                                                     |
| Kanada (MC)                                                                                  | —            | 5× Gold5   | 4× Platin4   | 650.000     | musiccanada.com                                                             |
| Neuseeland (RMNZ)                                                                            | —            | Gold1      | 9× Platin9   | 202.500     | aotearoamusiccharts.co.nz                                                   |
| Niederlande (NVPI)                                                                           | —            | Gold1      | —            | 50.000      | nvpi.nl                                                                     |
| Norwegen (IFPI)                                                                              | —            | 2× Gold2   | —            | 50.000      | ifpi.no                                                                     |
| Österreich (IFPI)                                                                            | —            | 2× Gold2   | —            | 50.000      | ifpi.at                                                                     |
| Schweden (IFPI)                                                                              | —            | Gold1      | Platin1      | 150.000     | sverigetopplistan.se ifpi.se (Memento vom 17. Mai 2011 im Internet Archive) |
| Schweiz (IFPI)                                                                               | —            | 3× Gold3   | —            | 70.000      | hitparade.ch                                                                |
| Spanien (Promusicae)                                                                         | —            | 2× Gold2   | 2× Platin2   | 220.000     | elportaldemusica.es                                                         |
| Tschechien (IFPI)                                                                            | —            | 2× Gold2   | —            | 50.000      | Einzelnachweise                                                             |
| Vereinigte Staaten (RIAA)                                                                    | —            | 4× Gold4   | 4× Platin4   | 8.118.000   | riaa.com                                                                    |
| Vereinigtes Königreich (BPI)                                                                 | 11× Silber11 | 5× Gold5   | 12× Platin12 | 8.246.000   | bpi.co.uk                                                                   |
| Insgesamt                                                                                    | 11× Silber11 | 41× Gold41 | 50× Platin50 |             |                                                                             |